# 카나야마 (야구 선수)
카냐야마(金山)는 주니치, 롯데에서 뛰었던 재일교포 야구 선수다. 주니치에서는 백업 포수로 뛰었고, 이후 롯데에 창단 멤버로 합류했다.

## 같이 보기
- 1976년 롯데 자이언트 시즌